# 53 Batalion Saperów (1939)
53 batalion saperów (53 bsap) – oddział saperów Wojska Polskiego II RP z okresu kampanii wrześniowej.
Batalion nie występował w pokojowej organizacji wojska. 6 czerwca 1939 3 batalion saperów z Wilna sformował w alarmie baon saperów typ II b nr 53 dla Samodzielnej Grupy Operacyjnej Narew.

## Struktura i obsada etatowa
Obsada etatowa we wrześniu 1939
- dowódca batalionu – kpt. sap. Edmund Wahren †1940 Charków[4]
- adiutant – por. sap. Jan Hryńko †1940 Charków[5]
- oficer płatnik – ppor. rez. Władysław Wilczyński
- oficer żywnościowy – ppor. rez. Antoni Hieronim Nagucki[a]
- dowódca 1 kompanii saperów – por. Stanisław Juszczyk
  - dowódca plutonu – ppor. Mirosław Szacki
  - dowódca plutonu – ppor. rez. Władysław Szkatulnik[b]
- dowódca 2 kompanii saperów – por. Lucjan Józef Wierzbicki
  - dowódca plutonu – ppor. Zygmunt Seifert[c]
- dowódca kolumny saperskiej – ppor. rez. Roman Maciejewski[d]